# Copa Ibarguren
A Copa Ibarguren egy argentin labdarúgókupa volt. A kupát 1913-ban alapították meg, az utolsó torna pedig 1958-ban került megrendezésre. 1913 és 1925 között a győzteseket argentin bajnok-nak nevezték, mivel a kupában a két liga, a buenos airesi Primera División és a rosariói Liga Rosarina de Football bajnokai mérkőztek meg egymással.
A legsikeresebb klubok a Boca Juniors és a Racing Club csapata 5 győzelemmel.
A trófeát a névadó közoktatásügyi miniszter, Dr. Carlos Ibarguren adományozta. A kupában mindig a két legerősebb argentin liga bajnokcsapata vett részt, 1913 és 1938 között a Liga Rosarina de Football, 1939-ben Litoral liga, 1940-től 1941-ig a Rosariói szövetség, míg 1942 és 1958 között a Copa Presidente de la Nación győztese küzdött meg a Primera División kvalifikáltjával szemben.

## Eredmények

### Döntők
| Szezon | Győztes             | Eredmény   | Második             | Helyszín                                              |
| ------ | ------------------- | ---------- | ------------------- | ----------------------------------------------------- |
| 1913   | Racing Club         | 3–1        | Newell’s Old Boys   | Estadio Racing Club, Avellaneda                       |
| 1914   | Racing Club         | 1–0        | Rosario Central     | Estadio Estudiantes BA, Buenos Aires                  |
| 1915   | Rosario Central     | 0–0 (h.u.) | Racing Club         | Estadio Crucecita, Avellaneda                         |
| 1915   | Rosario Central     | 3–1        | Racing Club         | Estadio GEBA, Buenos Aires                            |
| 1916   | Racing Club         | 6–0        | Rosario Central     | Estadio Racing Club, Avellaneda                       |
| 1917   | Racing Club         | 3–2        | Rosario Central     | Estadio GEBA, Buenos Aires                            |
| 1918   | Racing Club         | 4–0        | Newell’s Old Boys   | Estadio GEBA, Buenos Aires                            |
| 1919   | Boca Juniors        | 1–0        | Rosario Central     | Estadio GEBA, Buenos Aires                            |
| 1920   | Tiro Federal        | 4–0        | Boca Juniors        | Estadio Ministro Brin y Senguel, Buenos Aires         |
| 1921   | Newell’s Old Boys   | 3–0        | Huracán             | Estadio Ministro Brin y Senguel, Buenos Aires         |
| 1922   | Huracán             | 1–1 (h.u.) | Newell’s Old Boys   | Estadio Sportivo Barracas, Buenos Aires               |
| 1922   | Huracán             | 1–0        | Newell’s Old Boys   | Estadio Sportivo Barracas, Buenos Aires               |
| 1923   | Boca Juniors        | 1–0        | Rosario Central     | Estadio Sportivo Barracas, Buenos Aires               |
| 1924   | Boca Juniors        | 3–2 (h.u.) | Belgrano (R)        | Estadio Sportivo Barracas, Buenos Aires               |
| 1925   | Huracán             | 2–1        | Tiro Federal        | Estadio Tomás Adolfo Ducó, Buenos Aires               |
| 1937   | River Plate         | 5–0        | Rosario Central     | Estadio Gasómetro, Buenos Aires                       |
| 1938   | Independiente       | 5–3        | Rosario Central     | Estadio Gasómetro, Buenos Aires                       |
| 1939   | Independiente       | 5–0        | Central Córdoba (R) | Estadio Gasómetro, Buenos Aires                       |
| 1940   | Boca Juniors        | 5–1        | Rosario Central     | Estadio Chacarita Juniors, Buenos Aires               |
| 1941   | River Plate         | 3–0        | Newell’s Old Boys   | Estadio Chacarita Juniors, Buenos Aires               |
| 1942   | River Plate         | 7–0        | Liga Cordobesa      | Estadio Gasómetro, Buenos Aires                       |
| 1944   | Boca Juniors        | 6–0        | Liga Tucumana       | Estadio Monumental José Fierro, San Miguel de Tucumán |
| 1950   | Liga Mendocina      | 3–2        | Racing Club         | Estadio Víctor Legrotaglie, Mendoza                   |
| 1952   | River Plate         | 1–1 (h.u.) | —                   | Estadio CA Mitre, Santiago del Estero                 |
| 1952   | Liga Cultural (SdE) | 1–1 (h.u.) | —                   |                                                       |
| 1958   | Liga Cordobesa      | 4–3        | Racing Club         | El Gigante de Alberdi, Córdoba                        |

- h.u. – hosszabbítás után

- 1920-ban megrendezésre került egy korábbi mérkőzés is, amelyet a Boca Juniors nyert meg, de ezt az eredményt később eltörölték és újabb mérkőzést írtak elő.

- 1952-ben a mérkőzés újrajátszása nem történt meg, így 1955. június 29-én az argentin labdarúgó-szövetség mindkét csapatot kihirdette mint győztes.

### Győzelmek csapatok szerint
| Csapat              | Győzelmek száma | Győzelmek                    |
| ------------------- | --------------- | ---------------------------- |
| Racing Club         | 5               | 1913, 1914, 1916, 1917, 1918 |
| Boca Juniors        | 5               | 1919, 1923, 1924, 1940, 1944 |
| River Plate         | 4               | 1937, 1941, 1942, 1952       |
| Huracán             | 2               | 1922, 1925                   |
| Independiente       | 2               | 1938, 1939                   |
| Rosario Central     | 1               | 1915                         |
| Tiro Federal        | 1               | 1920                         |
| Newell’s Old Boys   | 1               | 1921                         |
| Liga Cultural (SdE) | 1               | 1952                         |
| Liga Cordobesa      | 1               | 1958                         |